# Lydella squamiflava
Lydella squamiflava är en tvåvingeart som beskrevs av Macquart 1834. Lydella squamiflava ingår i släktet Lydella och familjen parasitflugor.
Artens utbredningsområde är Frankrike. Inga underarter finns listade i Catalogue of Life.